# Birth of the Blues (film)
Birth of the Blues – amerykański film muzyczny z 1941 roku w reżyserii Victora Schertzingera, w którym występuje amerykański aktor Bing Crosby.

## Obsada
- Bing Crosby
- Mary Martin
- Brian Donlevy
- Carolyn Lee
- Eddie Anderson
- J. Carrol Naish
- Warren Hymer
- Horace McMahon
- Ruby Elzy
- Jack Teagarden
- Danny Beck
- Harry Barris

i inni